# Луїс Саславскі
Луї́с Сасла́вскі (ісп. Luis Saslavsky; 21 квітня 1903, Росаріо, Аргентина — 20 березня 1995, Буенос-Айрес, Аргентина) — аргентинський кінорежисер, сценарист і продюсер, один із впливових режисерів аргентинського кіно класичної епохи.
Народився в місті Росаріо, Санта-Фе, Аргентина, в єврейській родині.
Був режисером і сценаристом понад 40 фільмів між 1931 і 1979 роками. Зняв такі фільми, як «Crimen a las tres» у 1935 році, і був сценаристом таких фільмів, як «Allá en el Norte» у 1973 році. У 1979 році він пішов з кіноіндустрії.
Помер у Буенос-Айресі у віці 91 року.